# Línea 43 (Media Distancia)
La línea 43 de Media Distancia es una de las 7 líneas de media distancia en la Comunidad Valenciana, un servicio regional de ferrocarril convencional entre Alicante y Lorca en la actualidad. Y que una vez se reabra el tramo Almendricos - Guadíx del Ferrocarril del Almanzora llegará hasta Granada. En la actualidad se fusiona algún servicio de Cercanías  entre Alicante y Lorca donde se emplean la Serie 599 de Renfe.

## Historia
Antes de la clausura del Ferrocarril del Almanzora el 1 de enero de 1985. Una de las líneas que más viajeros transportaba en esta línea era la relación Valencia - Granada con trenes de la Serie 597 de Renfe. Si bien en el Contrato programa Estado - RENFE de 1984, varias líneas de Andalucía y Murcia, y entre ellas, la línea Murcia - Lorca - Baza - Guadix, y el ramal Almendricos - Águilas, fueron calificados con el nombre de "Líneas altamente deficitarias", declaración también motivada, en parte, por el gran estado de abandono que presentaban, debido a las escasas inversiones que se habían realizado en ellas durante los años precedentes.
Tras las negociaciones mantenidas entre las comunidades autónomas y RENFE, los tramos de la Región de Murcia continuaron en servicio, y la Junta de Andalucía mantenía tres conexiones con Extremadura, pero la gran línea que conectaba Andalucía con el Levante, Almendricos - Baza - Guadix (provincias de Granada y Almería), fue cerrada al tráfico el 1 de enero de 1985.

## Futura ampliación hasta Granada
El 4 de septiembre de 2000, se recoge una proposición no de ley, por la que el Parlamento de Andalucía insta al Consejo de Gobierno a que negocie con el Ministerio de Fomento y con RENFE un convenio en el que entre otras cuestiones se contemple la paralización del desmantelamiento del tramo de la línea férrea Guadix - Baza - Almendricos, así como la elaboración de un estudio de viabilidad que permita la reapertura, modernización y reparación de la línea citada. Esta proposición fue debatida el 14 de febrero de 2001 en la Junta de Andalucía, que la aprobó por unanimidad (Diario de Sesiones del Parlamento Andaluz y publicaciones no periódicas DSC n.º 65). Esta proposición venía avalada por la unanimidad de votos en las Diputaciones de Almería y Granada, los sindicatos y los municipios afectados.
Aunque en diciembre de 2001, la construcción de la conducción del trasvase del Negratín – Almanzora siguiendo la antigua vía férrea (aunque no en el tramo que ocupa este estudio) podría entorpecer la futura reapertura.
De nuevo en febrero de 2013 La Junta de Andalucía exige que se recupere hasta la construcción completa del Corredor Mediterráneo el trazado férreo ente Lorca y Guadix, ya que supone mucha menor inversión para conectar Andalucía con  Murcia y Valencia que la línea de alta velocidad y en un menor plazo de tiempo.
.
En 2015 el Ministerio de Fomento invertirá 100.000€ para los primeros estudios de viabilidad para la reapertura del Ferrocarril del Almanzora.
En 2017 el Ministerio de Fomento en su estudio de viabilidad prevé que se construyan nuevas estaciones en Baza, Olula del Río y Huércal-Overa.